# Aowen Jin
Pour les articles homonymes, voir Jin.

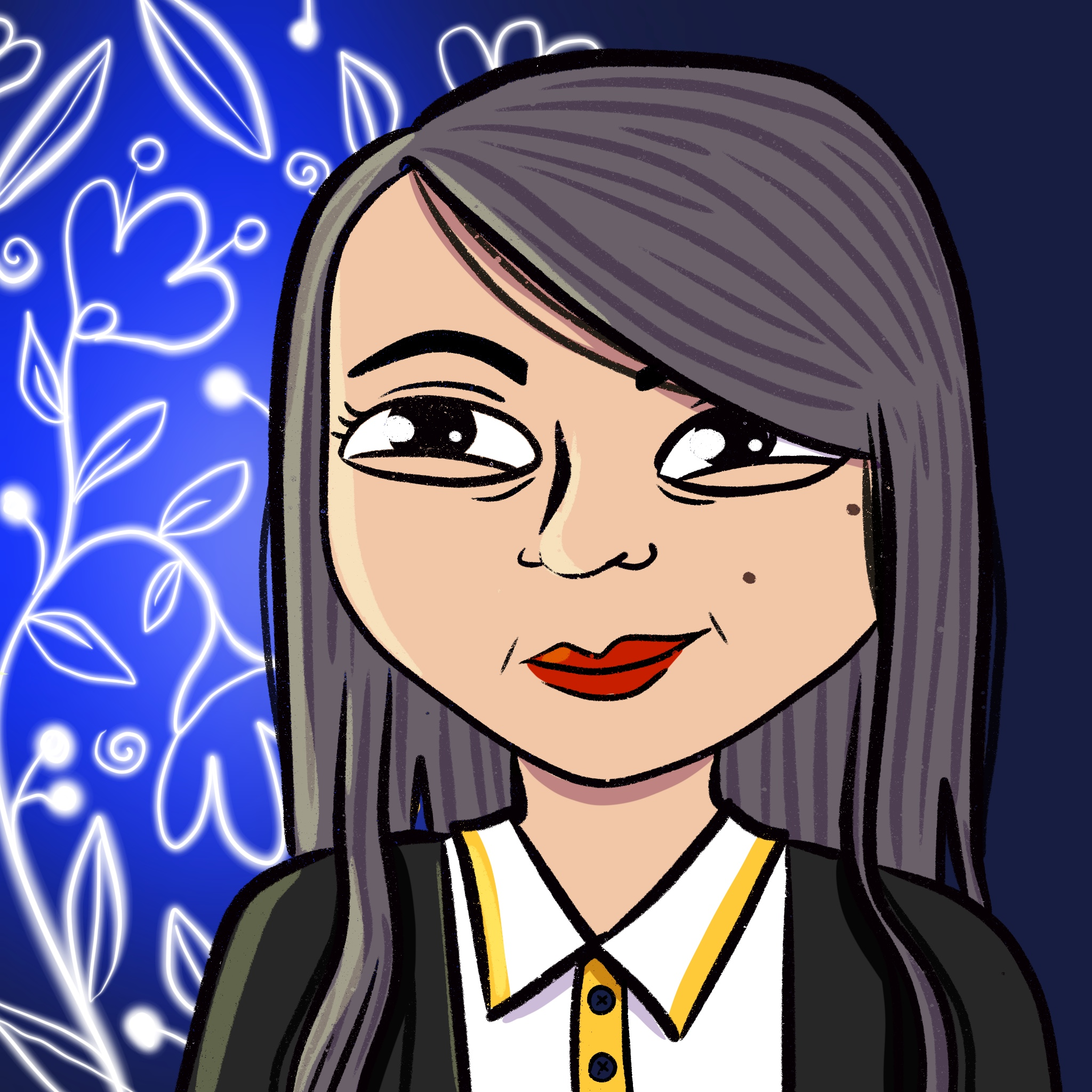

Aowen Jin, née en 1978 à Luoyang (Chine), est une artiste et commentatrice sociale britannique.

## Biographie

### Jeunesse
Aowen Jin est née à Luoyang, dans la région du Henan en Chine. Elle s'installe au Royaume-Uni à l'âge de 18 ans pour étudier le droit et les sciences économiques à l'université de Durham. Après la redécouverte d'une passion pour l'art, elle entre aux Beaux-arts à l'université Goldsmiths de Londres,. Au cours de son diplôme, elle est amenée à produire des travaux de peinture pour le Premier Ministre Britannique Tony Blair et pour l'anniversaire des 80 ans de la Reine Elizabeth II,. Elle est nommée par les deux magazines Dazed & Confused et The Times comme l'une des meilleurs artistes du Royaume-Uni. Aowen contribue à l'Orfèvre supérieur de l'exposition à Portée Libre Montre en 2006, intitulé « Le Textile du Collectif ».

### Exposition: politique de l'enfant unique
En 2010, Jin interroge 300 femmes chinoises pour une exposition à Londres intitulée l'Expo de Shanghai, « Fabriqué en Chine: Un Enfant ». Cette exposition explore à la fois les impacts positifs et négatifs de la politique de l'enfant unique, en particulier sur la première génération des femmes nées en vertu de cette politique. Cet événement suscite de vives discussions dans la presse britannique, y compris sur la  BBC, dans Impact Asie, en Chine, dans Woman's Hour, mais aussi dans Stylist et The Times.

### Commentaire social
Après l'exposition sur la politique de l'Enfant unique, Jin devient une commentatrice sociale sur les questions liées aux femmes chinoises, y compris sur Al Jazeera, China Daily et les différents programmes de la BBC. En octobre 2013, elle est invitée à parler des maîtres chinois de l'exposition du Victoria & Albert Museum pour l'émission phare de la BBC, Front Row. En 2013, elle est l'une des 100 Women de la BBC et, en 2014, est invitée à présenter une contribution lors de la Journée mondiale de la radio à l'UNESCO.
Sollicitée par les médias, Jin est également consultée par des centres culturels chinois, des banques d'investissement et des sociétés,.

### ExpositionUsine de filles
De 2012 à 2013, Jin vit infiltrée parmi les travailleuses d'usine dans la région du Guangdong dans le sud de la Chine, pour créer une performance artistique : l'exposition Usine de filles. Cette manifestation artistique évoque une perception moderne de la Chine à travers les femmes, ouvrières d'usine. On y perçoit une réalité au quotidien que découvre BBC Outlook, BBC Week-end, BBC Chinois et Ms Magazine. Cette exposition est également accompagnée par un documentaire sur la Chine de l'usine de filles, mettant en vedette Martin Jacques et Leslie T. Chang.
En mars 2014, Jin est invitée à présenter son exposition Usine de filles au Southbank Centre's du Festival de Femmes du Monde.

### Le son de la fontaine
En 2013, le Collège Goldsmiths de Londres lui passe commande afin de produire une œuvre d'art pour la première visite officielle du Chancelier britannique George Osborne et du maire de Londres, Boris Johnson, à Pékin,. Pour la commission, elle produit un live Fontaine, fait d'équipements de jardin ordinaires britanniques, dansant sur des sons transmis en direct à partir de divers lieux autour de Londres. L'œuvre d'art est exposée dans la ville à la 798 Art Zone.

### La lumière des œuvres d'art
Au début de 2015, Jin propose la création d'une exposition permanente appelée i18n au Musée Horniman. Elle aborde une approche artistique qui se compose d'invisibles peintures ne pouvant être vues qu'à la lumière UV, et inaugure son exposition avec un discours : « Le fondateur du musée avait la plus grande collection de thé chinois des artefacts dans le monde. Il a essayé d'apporter de la culture chinoise à la vie en grande-Bretagne à travers les objets et les bateaux à vapeur. Je vais essayer de les amener à la communauté locale à l'aide de dieux et de la technologie ».
À la suite de ce projet, Jin est contactée par le théâtre Birmingham Hippodrome, situé dans le quartier chinois de la ville et le Conseil des Arts de l'Angleterre afin de fournir des œuvres d'art pour la communauté chinoise,. Des œuvres, comme Midlight, correspondent à des spectacles interactifs basés sur la lumière qui réagit aux sons et à des messages sur Twitter,. Cette œuvre est exposée au théâtre Birmingham Hippodrome, à la Cathédrale Saint-Philippe de Birmingham et au Musée des Sciences de la ville, à la fin de 2015, avec l'apogée lors du Nouvel An Chinois à la Cathédrale en février 2016.
En 2016, Jin est sélectionnée par les Musées de la Nuit, où le public peut, comme le décrit un musée anglais découvrir une nouvelle approche de l'art composée de lumière,.